# Uljankowo (Tatarstan)
Uljankowo (ros. Ульянково) – wieś (sieło) w Rosji, w Tatarstanie, w rejonie kajbickim. W 2010 liczyła 522 mieszkańców.